# Колдунья (фильм, 2005)
«Колдунья» (англ. Bewitched) — фильм американского производства 2005 года с Николь Кидман в главной роли. Является ремейком популярного в 60-х годах телесериала «Околдованный».

## Сюжет
Молодая ведьма Изабель Бигелоу решает порвать с волшебным миром и зажить нормальной человеческой жизнью. Её приглашают на кастинг в ремейк телесериала «Околдованный» на роль колдуньи Саманты Стивенс, и она получает роль. Главным образом из-за своего носа, которым она умеет крутить, как никто другой: понятно, она же колдунья. Этот сериал должен был стать новым вливанием жизни в увядающую карьеру Джека Уайтта, но Изабель, даже почти не имея слов в роли бьёт все рейтинги. Джек вне себя от зависти, но вскоре понимает, что влюблён в свою партнёршу по сериалу.

## В ролях
| Актёр            | Роль                                            |
| ---------------- | ----------------------------------------------- |
| Николь Кидман    | ведьма Изабель Бигелоу                          |
| Уилл Феррелл     | Джек Уайатт                                     |
| Ширли Маклейн    | Айрис Смитсон (актриса, ведьма)                 |
| Майкл Кейн       | Найджел Бигелоу (колдун-сердцеед, отец Изабель) |
| Джейсон Шварцман | Риччи (продюсер Джека)                          |
| Кристин Ченовет  | Мария Келли (соседка и подруга Изабель)         |
| Хизер Бёрнс      | Нина (помощник Джека, подруга Изабель)          |
| Джим Тёрнер      | Ларри                                           |
| Стив Карелл      | дядя Артур                                      |
| Стивен Колберт   | Стю Робинсон                                    |
| Кэрол Шелли      | тётя Клара                                      |
| Дэвид Алан Грайр | Джим Фелдс                                      |

## Теглайны
- Be warned. Be ready. (Будь предупреждён. Будь вооружён.)

## Награды и премии
- Премия «Золотая малина» за худший актёрский дуэт — Уилл Феррелл и Николь Кидман.